# Bad Religion
Bad Religion là một ban nhạc punk rock thành lập tại Los Angeles, California năm 1980. Đội hình ban nhạc thay đổi nhiều lần, với hát chính Greg Graffin là thành viên duy nhất có mặt trong suốt thời gian hoạt động; tuy nhiên, đội hình hiện tại (Graffin, Brett Gurewitz và Jay Bentley) gồm ba trong số bốn thành viên của đội hình gốc. Tới nay, Bad Religion đã phát hành mười sáu album phòng thu, hai album trực tiếp, ba album tổng hợp, ba EP và hai DVD (được thu trực tiếp). Họ được xem là một trong những ban nhạc punk rock thành công nhất mọi thời đại, với 5 triệu album được bán trên toàn cầu.
Bad Religion xây dựng một lượng người hâm mộ trong giới nhạc ngầm tại Mỹ nhờ những album đầu tiên trước khi ký hợp đồng với Atlantic Records năm 1993. Cũng trong năm đó, họ đạt được sự nổi tiếng với album thứ bảy Recipe for Hate, đạt vị trí 14 trên bảng xếp hạng Heatseekers của Billboard. Theo sau Recipe for Hate là Stranger than Fiction, gồm hai bản hit "Infected" và "21st Century (Digital Boy)", và được chứng nhận vàng ở cả Mỹ và Canada. Không lâu trước khi phát hành Stranger than Fiction, Gurewitz rời Bad Religion để tập trung quản lý hãng đĩa Epitaph, và được thay thế bởi Brian Baker. Sau sự trở lại của Gurewitz năm 2001, Bad Religion phát hành thêm năm album nữa, trong đó True North (2013) trở thành album đầu tiên lọt được vào top 20 bảng xếp hạng Billboard 200.

## Đĩa nhạc
Album phòng thu
- How Could Hell Be Any Worse? (1982)
- Into the Unknown (1983)
- Suffer (1988)
- No Control (1989)
- Against the Grain (1990)
- Generator (1992)
- Recipe for Hate (1993)
- Stranger than Fiction (1994)
- The Gray Race (1996)
- No Substance (1998)
- The New America (2000)
- The Process of Belief (2002)
- The Empire Strikes First (2004)
- New Maps of Hell (2007)
- The Dissent of Man (2010)
- True North (2013)

## Thành viên
Timeline

### Thành viên hiện tại
- Greg Graffin - hát chính, piano, bộ tổng hợp, guitar mộc, lời(1980–1985, 1986–nay)
- Brett Gurewitz - guitar, hát nền, lời(1980–1983, 1986–1994, 2001–nay)
- Jay Bentley - bass, hát nền (1980–1982, 1986–nay)
- Brian Baker - lead guitar, hát nền (1994–nay)
- Mike Dimkich - guitar, (2013–nay)